# Нога

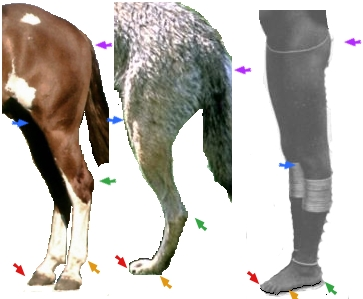
Ноги

Нога́ — частина тіла (кінцівка), яка являє собою несучу і локомотивну анатомічну структуру, зазвичай має стовбчату форму. Під час пересування ноги функціонують як «розтяжні стійки». Комбінація рухів на всіх суглобах може бути змодельована як єдиний лінійний елемент, здатний змінювати довжину й обертатися навколо всеспрямованого «тазостегнового» суглоба.
Як анатомічна структура тварин, вона використовується для пересування. Дистальний кінець часто модифікують для розподілу сили (наприклад, ступні). У більшості тварин парна кількість ніг. У людини дві ноги; філогенетично людська нога походить від задніх кінцівок амфібій, які, своєю чергою, походять від плавників риб.
Як компонент меблів, він використовується для економії матеріалів, необхідних для забезпечення підтримки корисної поверхні, як-от стільниця або сидіння стільця.